# Замфир
Замфи́р (болг. Замфир) — село в Монтанській області Болгарії. Входить до складу общини Лом.

## Населення
За даними перепису населення 2011 року у селі проживали 1006 осіб.
Національний склад населення села:
| Національність   | Кількість осіб | Відсоток |
| ---------------- | -------------- | -------- |
| болгари          | 968            | 97,3%    |
| цигани           | 22             | 2,2%     |
| не визначились   | 4              | 0,4%     |
| Всього відповіли | 995            |          |

Розподіл населення за віком у 2011 році:
Динаміка населення: